# Javerdat
Javerdat är en kommun i departementet Haute-Vienne i regionen Nouvelle-Aquitaine i västra Frankrike. Kommunen ligger i kantonen Saint-Junien-Est som tillhör arrondissementet Rochechouart. År 2022 hade Javerdat 702 invånare.

## Befolkningsutveckling
Antalet invånare i kommunen Javerdat
| Referens: INSEE |